# Bratislavaer Brückenkopf

Karte des Brückenkopfes (slowakisch)

Der Pressburger oder Bratislavaer Brückenkopf (slowakisch Bratislavské predmostie, tschechisch Bratislavské předmostí, ungarisch Pozsonyi hídfő) ist ein Gebiet im äußersten Südwesten der heutigen Slowakei, das – südlich der Donau und der Hauptstadt Bratislava (deutsch Pressburg, ungarisch Pozsony) gelegen – im 20. Jahrhundert mehrfach Gegenstand von diplomatischen Verhandlungen und Gebietsabtretungen war.

## Erster Brückenkopf 1920–1938
- 1  – Pressburger Brückenkopf, bis zum 15. Oktober 1947 ungarisches Staatsgebiet
- 2  – Südslowakei, infolge des Ersten Wiener Schiedsspruches am 2. November 1938 bis 1945/47 zu Ungarn
- 3  — Gebiet um die ostslowakischen Orte Stakčín und Sobrance, von Ungarn am 4. April 1939 bis 1945 annektiert
- 4  – Gemeinden Devín und Petržalka, vom 1./20. November 1938 bis 1945 vom Deutschen Reich annektiert
- 5  – Deutsche Schutzzone, als Folge des Schutzvertrages mit der Slowakei am 23. März 1939 eingerichtet

Das Gebiet gehörte bis 1918 zum Königreich Ungarn (Komitat Moson) und war Teil der habsburgischen Donaumonarchie. Nach der Gründung der Tschechoslowakei im Jahre 1918 bzw. seit dem Friedensvertrag von Trianon (1920) verlief die Grenze zwischen dem slowakischen Landesteil und Ungarn von der Mündung der March bis zur Mündung der Eipel entlang der Donau.
Einzig der Ort Petržalka (deutsch Engerau, ungarisch Pozsonyligetfalu) am rechten Donauufer südlich von Bratislava bildete durch diesen Friedensvertrag einen kleinen tschechoslowakischen Brückenkopf südlich der Donau, da viele Bewohner Bratislavas hier Grundstücke, Arbeitsplätze und Kleingärten besaßen. Daneben grenzte der Brückenkopf im Westen an Niederösterreich (Gemeinde Wolfsthal) und an das 1920 von Ungarn an Österreich abgetretene Burgenland (Gemeinde Kittsee).

## Zweiter Weltkrieg
Im Bereich Engerau errichteten die tschechoslowakischen Streitkräfte ab Mitte der 1930er Jahre mit dem Brückenkopf Engerau einen Teil des Tschechoslowakischen Walls, einer befestigten Abwehrlinie gegen einen deutschen Angriff.
In der Folge des Münchner Abkommens war Petržalka bis 1945 zusammen mit der Pressburger Vorstadt Devín (deutsch Theben) und ihrer weiten Umgebung vom Deutschen Reich (seit 1938: Gau Niederdonau) annektiert.

## Zweiter Brückenkopf seit 1946
Die tschechoslowakische Delegation wollte auf der Pariser Friedenskonferenz 1946 die Vergrößerung des Brückenkopfes durch die Eingliederung der fünf ungarischen Gemeinden (Rusovce/Karlburg/Oroszvár, Jarovce/Kroatisch Jahrndorf/Horvátjárfalu, Čunovo/Sarndorf/Dunacsúny, Rajka/Ragendorf und Bezenye/Pallersdorf/ kroat. Bizonja) erreichen, um die slowakische Hauptstadt strategisch zu schützen. Das beanspruchte Gebiet umfasste 145 km².
Schließlich wurde durch die Friedenskonferenz das fragliche Gebiet geteilt, die Tschechoslowakei bekam drei der fünf beanspruchten ungarischen Dörfer zugesprochen, so dass Rajka und Bezenye bei Ungarn verblieben, während Jarovce, Rusovce und Čunovo zur Tschechoslowakei kamen. Am 15. Oktober 1947 erfolgte dann die Abtretung seitens Ungarn und die Übergabe des zugesprochenen Gebietes an die damalige Tschechoslowakei, die es dem Okres Bratislava-vidiek zuschlug. Heute ist das Gebiet Teil des Okres Bratislava V.

## Bedeutung
Das Gebiet lag unmittelbar am sogenannten „Eisernen Vorhang“ zu Österreich, der ab etwa 1952 die ČSSR in Richtung ihrer westlichen Nachbarländer umgab und blieb deshalb trotz der Nähe zur Hauptstadt Bratislava eine dünn besiedelte Peripherie zwischen Staatsgrenzen und dem Donaustrom. Wesentliche Infrastruktureinrichtungen waren die für den RGW bedeutsame Bahnstrecke Bratislava–Hegyeshalom mit dem Grenzübergang bei Rajka sowie die Europastraßen E65 und E75, die heutige Autobahn D2. Nahe Čunovo errichtete die ČSSR ab den 1970er Jahren das umstrittene Donaukraftwerk Gabčíkovo.